# Ystads garnisonsförsamling
Ystads garnisonsförsamling var en församling i nuvarande i Lunds stift i nuvarande Ystads kommun. Församlingen uppgick 1 oktober 1883 i Helsingborgs garnisonsförsamling.

## Administrativ historik
Församlingen bildades senast 1852. Församlingen uppgick 1 oktober 1883 i Helsingborgs garnisonsförsamling. 